# 李天行
李天行（1904年—1983年），字允中，号健庵，江苏省武进县人，国画家。曾就读于无锡师范学校，1926年毕业于南京江苏省立第四师范学校特设的艺术专修科。

## 生平
1927年，起先后在江苏、四川、上海等地的多学校任美术教员二十余年，培养了一批美术人才。曾任江苏省新闻记者公会常务理事，常州《中山日报》副社长，武进县参议员，上海《申报》驻苏区记者等职。1952年，后迁居上海，专业作画，并教授绘画，后任上海文史馆馆员，长宁区政协委员。出版有中篇小说《秋雁》和画集《菊花写生》等。1985年和1986年，分别在常州和武进举办《李天行书画遗作展》。

## 作品

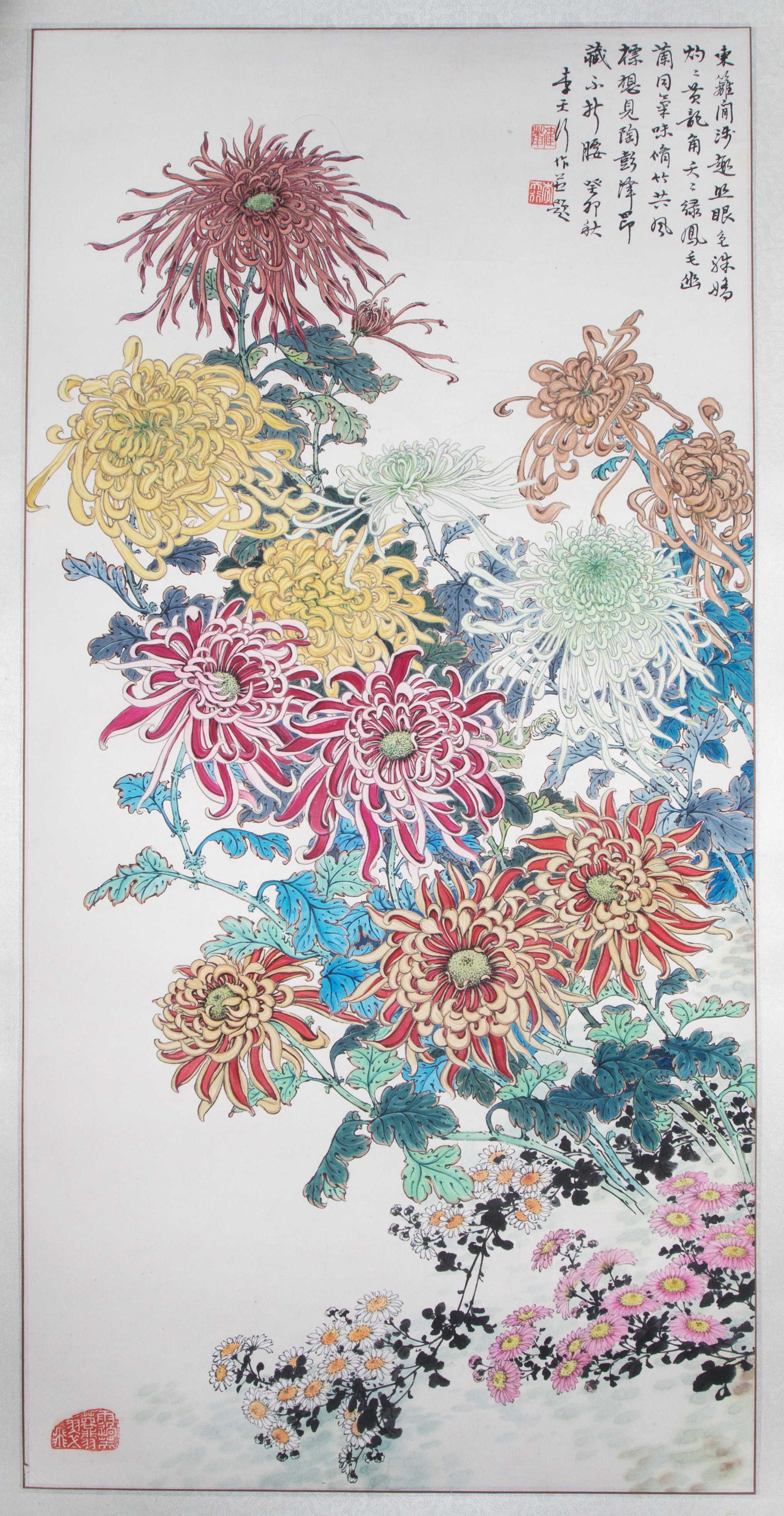
《菊花》之一
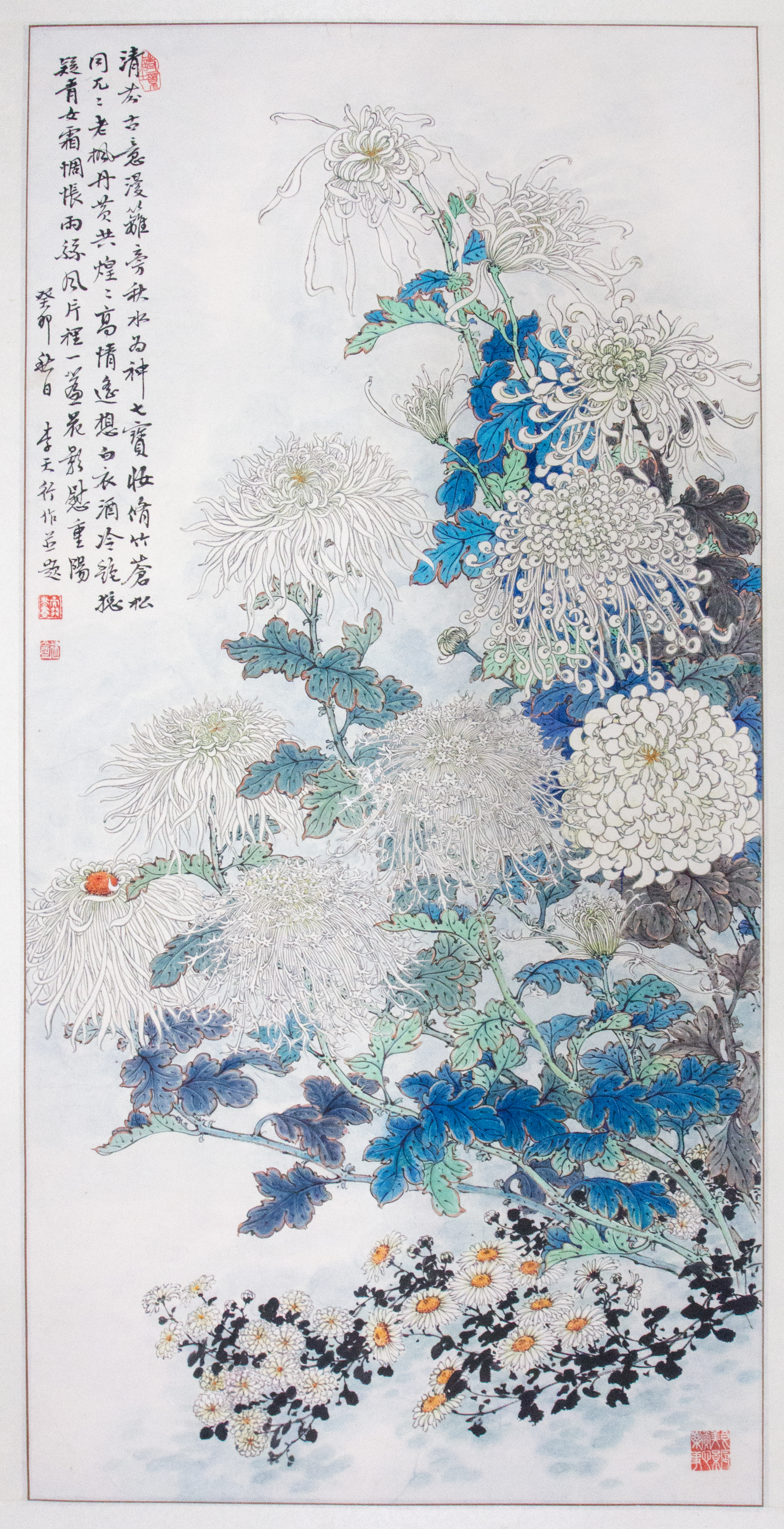
《菊花》之二
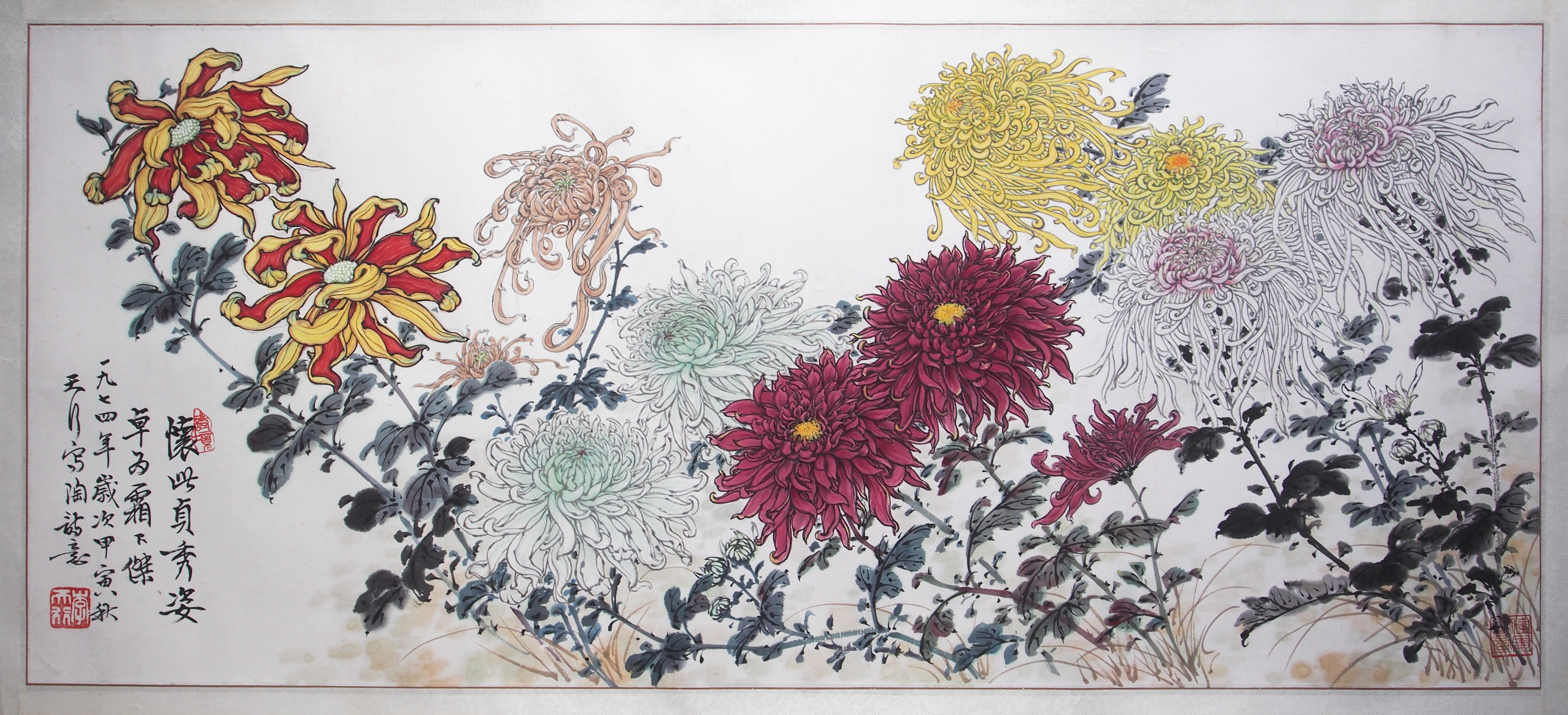
《菊花》之三
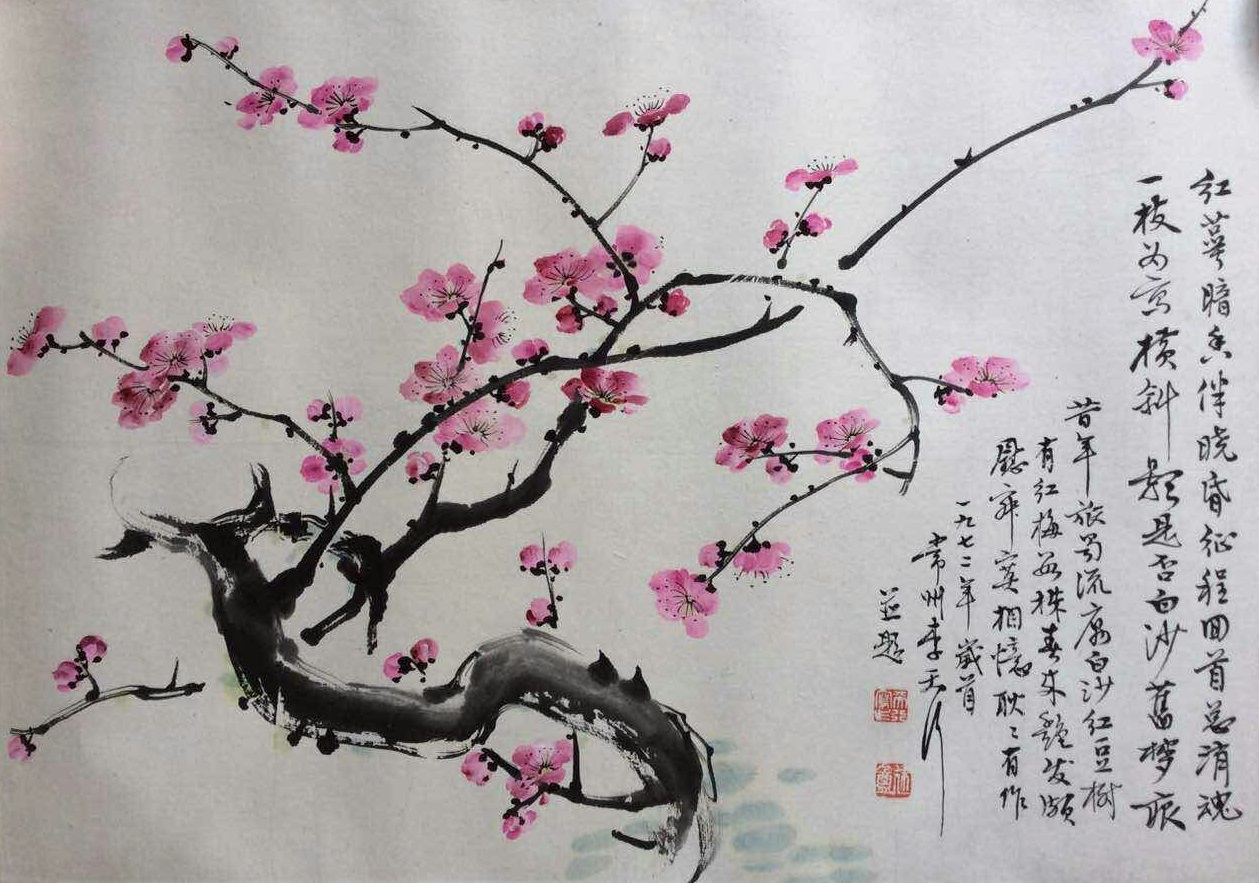
《梅花》
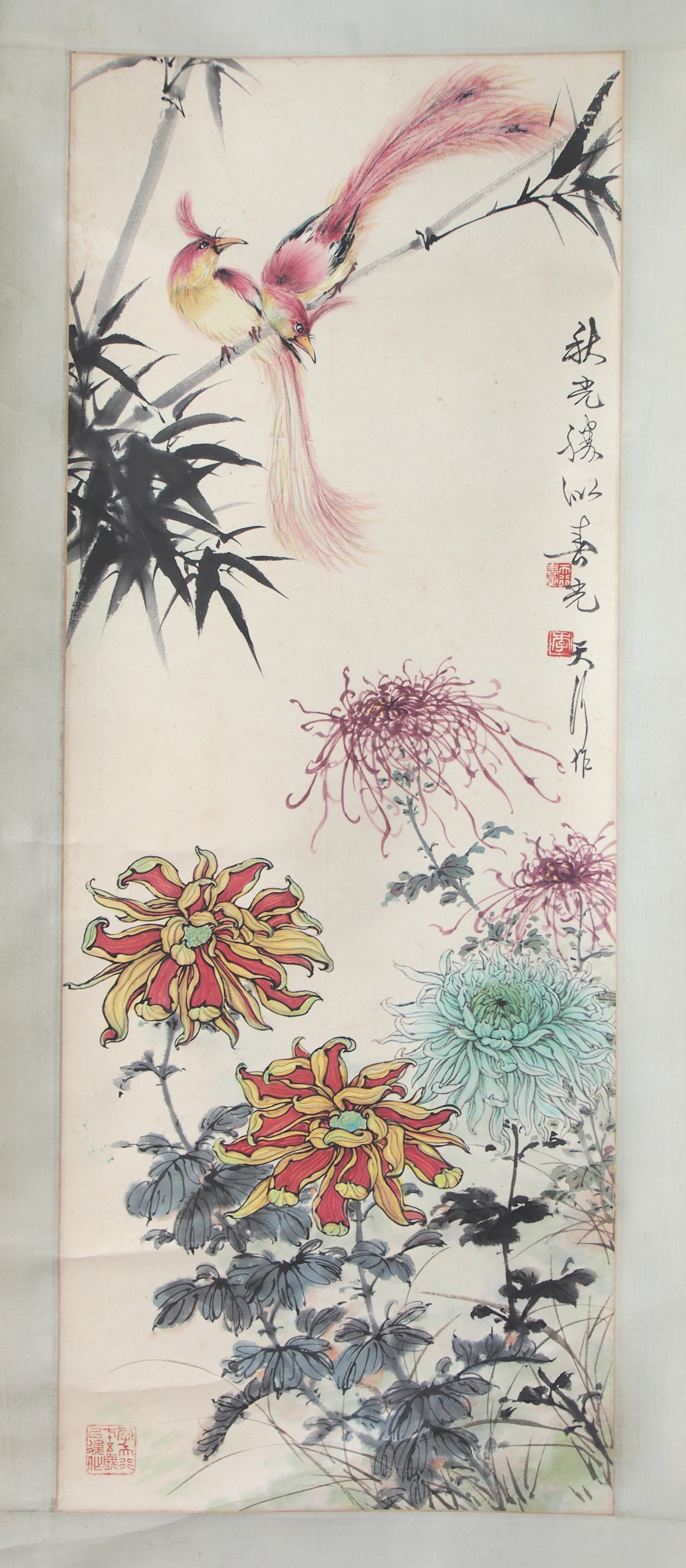
《秋光胜似春光》